# Colin Evans

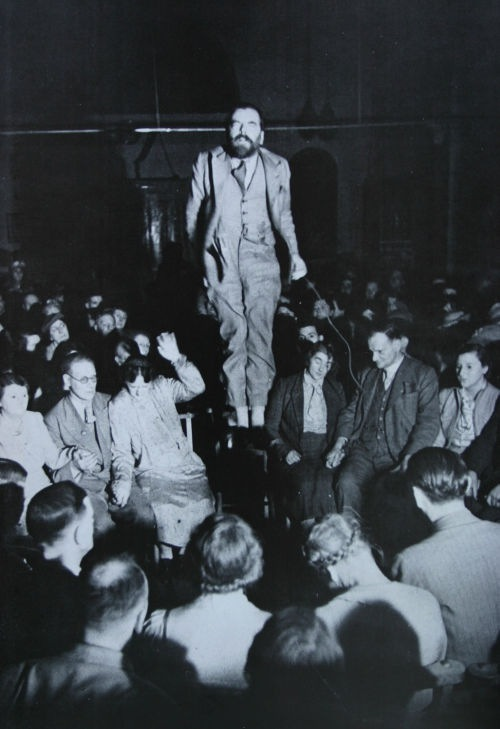
Evans en una sesión espiritista.

Colin Evans (fl. años 1930) fue un médium espiritista galés de principios del siglo XX que afirmaba tener la capacidad de levitar, pero se descubrió que era un fraude.

## Levitación
En una fotografía iluminada con flash tomada durante una sesión espiritista en Wortley Hall, Finsbury Park, en 1937, se puede ver a Evans “levitando” en el aire. Afirmó que los espíritus lo habían levantado. Posteriormente se descubrió que Evans era un fraude, ya que un cable que salía de un dispositivo en su mano indicaba que él mismo había activado el flash de la cámara, y que lo único que había hecho era saltar desde su silla al aire y fingir que había levitado. Actuaba en completa oscuridad para que los asistentes a la sesión no pudieran ver lo que hacía. Los magos han señalado que los pies borrosos de Evans en las fotografías son prueba de que simplemente saltó alto en el aire.
Durante otra sesión espiritista realizada en North Gate Mansions, Regent's Park, en 1938, Evans repitió el mismo truco. Los asistentes no quedaron satisfechos y tuvo que devolver el dinero a quienes le habían pagado.